# Naukratis
| O49 | D28 · r | V13 · O49 |

| O49 | D28 · r | V13 · O49 |

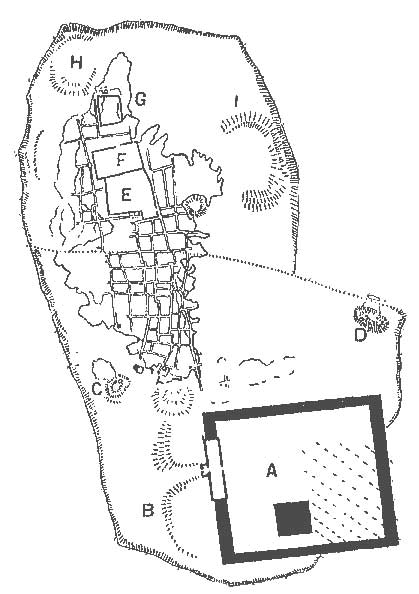
Plán Naukratidy podle Petrieho:
A – Velké ohrazení,
B, I – arabská vesnice,
C, D – hromady strusky,
E – Héřin okrsek,
F – Apollónův okrsek,
G – okrsek Dioskúrů,
H – chaty

Naukratis (řecky Ναύκρατις, egyptský název místa předcházející řeckému není znám) bylo významné město ve starověkém Egyptě Pozdní doby v nilské deltě na jednom z říčních ramen nedaleko staršího důležitého centra Sau, nejstarší řecká kolonie v Egyptě. Jako řecká osada vzniklo nejspíše ve 2. polovině 7. století př. n. l. (rozhodně ne dříve než na počátku tohoto století) a záhy se stalo důležitým obchodním střediskem; od roku 570 př. n. l. bylo na základě dekretu panovníka 26. dynastie Ahmose II. jediným místem, do nějž byl soustředěn veškerý řecký obchod s Egyptem. Z Naukratidy pocházejí dosud nejstarší stopy po tavení železa v Egyptě a také přímý archeologický doklad zdejšího pobytu řeckého historika Hérodota. Město na významu neztratilo ani po založení Alexandrie a udrželo si jej až do 7. století. Archeologická lokalita odpovídající oblasti někdejšího města se nachází na místě zvaném Kóm Gaíf poblíž současné vesnice Naukráš asi 85 km jihovýchodně od dnešní Alexandrie a 70 km od pobřeží Středozemního moře.

## Dějiny města

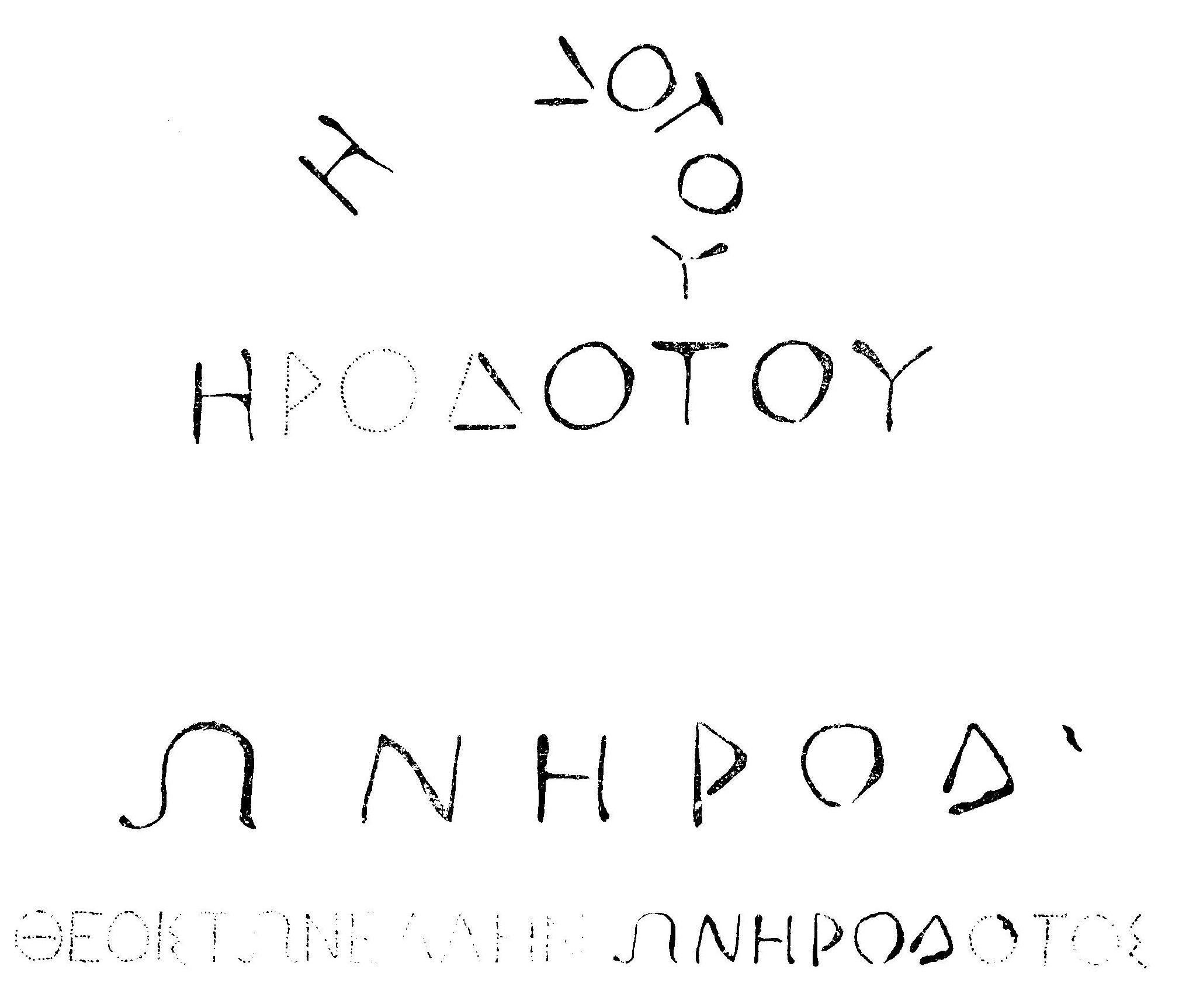
Střepy z Naukratidy s Hérodotovým jménem dokládající jeho přítomnost ve městě

Přestože Hérodotos město osobně navštívil (přímým dokladem jsou dva střepy nalezené ve zdejším posvátném okrsku nazývaném Hellénion se zápisem jeho jména bezpečně datované do poloviny 5. století př. n. l.), nejsou jeho údaje vždycky dost přesné; také jiné prameny podávají spíše jen matné informace. Podle Hérodota byli prvními lidmi jiného jazyka usazenými v Egyptě Řekové, a to za vlády druhého panovníka 26. dynastie Psammetika I., který jim podle tohoto podání vyhradit místo nazvané Tábořiště u města Per-Bastet (řecky Βούβαστις – Bubastis) u ústí pélúsijského ramene Nilu. Ahmose II. je asi o sto let později přesídlil do Mennoferu a nakonec Řekům k obývání vykázal Naukratidu. Zdá se ovšem, že oba typy osídlení nelze směšovat: zatímco prvními řeckými osadníky byli žoldnéři, kteří pak sloužili v panovníkově tělesné stráži, dalšími příchozími byli lidé, kteří se chtěli v Egyptě nově usídlit a někteří jen „přijížděli na lodích“, tedy jako obchodníci. Archeologické nálezy svědčí o tom, že v Ahmosově době už sídliště v Naukratidě existovalo; je proto nejpravděpodobnější, že král Řekům věnoval „město egyptského charakteru, a to nejspíše proto, že v něm v minulém století vzniklo skladiště milétských obchodníků“. Jedním z důvodů oddělení Řeků od domácího obyvatelstva byla snaha „zabránit různým třenicím a nepokojům, které vyvolával značně odlišný způsob života obou komunit.“
Přenechání Naukratie Řekům bylo diplomatickým tahem, v němž se na jedné straně vyšlo vstříc Řekům, kteří tak získali v Egyptě obchodní monopol, ale na druhé straně se egyptskému vládci podařilo usměrnit všechny přijíždějící lodě do jedné vymezené oblasti v nilské deltě.
Město získalo zcela řecký charakter a až do založení Alexandrie ve 2. polovině 4. století př. n. l. zůstávalo jedinou řeckou osadou v Egyptě.